# Pace Vecchia
Pace Vecchia è un quartiere che si trova nella parte alta della città di Benevento, il suo nome lo si deve alla pace che coinvolse la città avvenuta nel 1530.

## Storia
Durante il XIII secolo, esistevano due fazione a Benevento che combattevano fra loro. Fu grazie a Mario dei Marii, inviato da Clemente VII insieme al padre cappuccino Lodovico Marra dei Duchi della Guardia, che si ottenne tale pace (siglata il 28 febbraio 1530) dalla guerra interna a Benevento che durava dal 1477.

## Epigrafe
Presso l'Arco di Traiano (Benevento), venne posta sopra una lapide, un'iscrizione, che viene riportata dagli storici locali Vipera e De Blasio,nella loro storia sulla città:
CONCORDIAE BENEVENTI

LUCE MARTII V. FALCIFERO SACRA MDXXX

IN DIVI FRANC.DELUBRO

CELEBRATO PRIUS ULTIMA FEBUARII

FRATERNO FAEDERE

HIERONYMUS DE BENE IN BENE DIOMEDAE URBIS

MODERATOR FACTIOSORUM PACEM

QUOD BONUM FAUSTUM FELIX FORTUNATUMQUE SIT

MAXIMA TOTIUS POPULI LAETITIA

QUAM FELICISS.COMPOSUIT.

## Descrizione
L'altare della pace era un altare dedicato alla vergine sorto nella Metropolitana. Un convento, sorto su un terreno dono dell'amministrazione comunale venne fondato nel 1555 da padri Cappuccini, chiamandolo “Convento della Pace”.

## Festeggiamenti
Il martedì dopo la Pasqua si festeggia nelle strade di Benevento ricordando tale avvenimento.

## La pace nell'arte
L'avvenimento. È stata ripresa da alcuni quadri come quello che si trova nella Basilica della Madonna delle Grazie (Benevento), e fra i pittori cimentatosi vi era Donato Piperno, anche alcuni scritti poetici sono stati raccolti in suo onore.